# Jacques-Marie d'Amboise
Jacques-Marie d'Amboise, né à Arles en 1538 et mort en novembre 1611, est un helléniste français, connu en son temps sous le nom de « maître Marius ».

## Biographie
Venu à Paris, où il fait ses études, il voyage ensuite en Espagne, en Italie et en Sicile. De retour en France après avoir enseigné en Italie, il est lecteur du roi et professeur de rhétorique et de philosophie au collège Sainte-Barbe, dont il est recteur en 1576 et où il enseigne jusqu'en 1578. Il est également titulaire de la chaire de philosophie grecque et latine du Collège royal à partir de 1576.

## Publications
- De publico docendi munere sibi à Rege delato Oratio (1577) Texte en ligne
- De rebus creatis et eorum creatore liber tripertitus (1586) Texte en ligne
- Orationes duae in Senatu habitae, pro universis academiae ordinibus, in Claro-monteses, qui de Jesuiteas dicunt (1594) Texte en ligne
- Oratio de virtute dicendi, habita in regio auditorio Cameracensi (1598)

## Sources
- Sources biographiques : Jules Quicherat, Histoire de Sainte-Barbe, collège, communauté, institution, Hachette, Paris, vol. II, 1862, p. 95-97.
- Sources bibliographiques : Bibliothèque nationale de France.